# 傅华
傅华（1964年8月—），男，江苏如东人，中华人民共和国政治人物。中国人民大学马克思主义学院中共党史专业毕业，在职博士研究生学历，法学博士。现任新华社社长、党组书记。

## 生平
傅华于1985年7月，毕业于扬州师范学院（现扬州大学）中文系汉语言文学专业，文学学士。1985年7月参加工作，1993年12月加入中国共产党，曾历任中国商报社副刊部主任（副处级），国内贸易部中国商报社信息部主任（正处级），国务院特区办秘书局处长、正处级专职秘书。国务院体改办正处级专职秘书，北京市房山区政府区长助理（挂职）、区科委党组书记、主任，北京市房山区政府副区长等职务。
2007年3月，傅华任北京市西城区委常委、宣传部部长、党校校长、区文联党组书记、副主席、区社科联党组书记。2010年2月，任北京市委宣传部副部长。2011年7月，任北京市委副秘书长（正局级）。
2014年4月，傅华转任北京日报社党组书记，社长，兼北京日报报业集团社务委员会主任委员，正式进入媒体界工作。
2016年11月，任中国记协副主席。 次年1月，转任北京市委宣传部常务副部长。5月，担任经济日报社总编辑。
2018年3月，接替慎海雄担任中共广东省委常委、宣传部部长。
2020年2月，重返北京，出任中共中央宣传部副部长，并在其曾经任职的北京市西城区出席座谈会。
2021年7月7日，被任命为新华社总编辑。
2022年6月7日，升任新华社社长、党组书记。
2022年9月2日，傅华在中国网信杂志发表题为“努力建成国际一流新型全媒体机构”的署名文章，提出新华社要做到三个“一分钟”：一分钟都不站在党的队伍之外，一分钟都不偏离习近平总书记指引的方向，一分钟都不离开习近平总书记和党中央的视野。有评论认为这是给高喊“黄河长江不能倒流”、反对清零一刀切，呼吁坚持改革开放的李克强及其拥护者发出的警告。旅居美国的前中共中央党校教授蔡霞形容这是“比拍马”文字竞赛，她说：“这帮抛弃任何底线拼命往上爬的家伙，自己要当奴才，还要新华社全体人员给他当垫脚石。”